# Noah Bean
Noah Bean est un acteur américain né le 20 août 1978 à Boston ayant joué dans de nombreuses séries le temps de quelques épisodes. Il est surtout connu pour son rôle de David Connor dans Damages et de Ryan Fletcher dans la série Nikita.

## Biographie
Noah Bean est né le 20 août 1978 à Boston. Sa mère, Ruth (Whipple) Crocker, est auteure et son père, Richard Robert Bean, est dans la construction.
Il est diplômé du Boston University's College of Fine Arts et a continué ses études à la Royal Academy of Dramatic Art et The London Academy of Musical and Dramatic Arts.

### Vie privée
Il est en couple avec l'actrice Lyndsy Fonseca, qu'il a rencontré sur le tournage de la série Nikita, depuis 2012. Ils se sont fiancés courant 2016 et se sont mariés le 2 octobre 2016 au Saltwater Farm Vineyard. Ils ont une fille : Greta Lilia Bean née le 2 février 2018.
Il est ami avec Rose Byrne, sa fiancée dans la série Damages, l'acteur Seth Gabel et le réalisateur Jack Bender.

## Carrière
Noah Bean a commencé sa carrière en 1998 dans le film Williamstowne. Deux ans plus tard, il obtient son premier rôle avec la télévision dans la série Ed jusqu'à l'année suivante. Il joue également dans un épisode de New York, unité spéciale.
En 2003, il fait son retour sur le petit écran dans Le Monde de Joan avec Amber Tamblyn. Il faut encore attendre deux ans avant de revoir l'acteur sur les écrans et c'est dans la série Numb3rs qu'il fait une apparition le temps d'un épisode.
En 2006, il revient sur le grand écran avec un petit rôle aux côtés de Naomi Watts, Ryan Gosling et Ewan McGregor dans le film de Marc Forster : Stay.
À partir de 2007, il incarne David Connor, le fiancé d'Ellen Parsons (Rose Byrne), il revient au fil des saisons en tant qu'invité jusqu'à l'arrêt de la série en 2012.
Entre 2008 et 2010, il enchaîne les apparitions dans les séries tels que : Médium, Private Practice, Philadelphia, ou encore Cold Case : Affaires classées. En 2010, il rejoint la distribution de la série Nikita et joue avec Rachel McAdams dans le film Morning Glory.
En 2012, il joue aux côtés de Kristen Connolly et Jennifer Carpenter dans le film Ex-Girlfriends et il joue l'amant de Régina (Lana Parrilla) le temps de deux épisodes, dans la série Once Upon a Time. L'année suivante, il obtient un des rôles principaux dans le film Black Marigolds.
Il tient le rôle de Jason Manning dans plusieurs épisodes de la série Gang Related avec Ramon Rodriguez, Shantel VanSanten et Terry O'Quinn (entre autres) en 2014.
En 2015 et 2016, il apparaît dans les deux premières saisons de 12 Monkeys, où il incarne Aaron Marker, le petit ami de Cassandra "Cassie" Railly (Amanda Schull). C'est l'occasion pour l'acteur de retrouver Aaron Stanford (James Cole), avec qui il avait auparavant joué dans Nikita. Il fait également une apparition dans les séries Elementary et Vinyl.
Après 4 ans d'absence, il revient au cinéma en 2017 dans le film Curvature, aux côtés de sa femme Lyndsy Fonseca.
En 2018, il est présent au casting de la saison 2 de Shut Eye porté par KaDee Strickland et Jeffrey Donovan.

## Filmographie

### Cinéma

#### Longs métrages
- 1998 : Williamstowne de Richard Horian : Tom
- 2006 : Stay de Marc Forster : Ben
- 2009 : Peter et Vandy de Jay DiPietro : Andrew
- 2009 : Hysterial Psycho de Dan Fogler : Chuck
- 2010 : Morning Glory de Roger Michell : Le 1er rendez-vous de Becky
- 2011 : Little Murder de Predrag Antonijevic : Paul Marais
- 2011 : The Pill de J.C. Khoury : Fred
- 2012 : Ex-Girlfriends d'Alexander Poe : Tom
- 2013 : Black Marigolds de Lance Malbon : Ryan Cole
- 2017 : Curvature de Diego Hallivis : Wells
- 2019 : The Report de Scott Z. Burns : Martin Heinrich
- 2019 : MAD? de Saskia Rifkin : Josh
- 2021 : La Méthode Williams (King Richard) de Reinaldo Marcus Green : Steven

#### Courts métrages
- 2012 : The Break-Up Tour d'Alexander Poe : Mike
- 2012 : Beneath the Sheets de James Gittins : Dave
- 2016 : Lemon de Timothy Michael Cooper : Barry

### Télévision

#### Séries télévisées
- 2000  : Ed : Tim Cooper
- 2001 : New York, unité spéciale  (Law & Order : Special Victims Unit) : Shoe Store Clerk
- 2003 : Le Monde de Joan (Joan of Arcadia) : Officier Osborne
- 2005 : Numb3rs : Desk Clerk
- 2006 : Crumbs : Paul
- 2007 / 2009 - 2010 / 2012 : Damages : David Connor
- 2008 : Médium : Charles Winters
- 2008 : Les Reines de Manhattan (Lipstick Jungle) : Noah Mason
- 2008 : Private Practice : Shawn
- 2009 : Fringe : Doomed Agnet
- 2009 : The Cleaner : Michael Zellman
- 2009 : The Line (Dark Blue) : Scott Muller
- 2009 : Philadelphia (It's Always Sunny in Philadelphia) : Art Sloan
- 2010 : Cold Case : Affaires classées (Cold Case) : Dan Palmer
- 2010 - 2013 : Nikita : Ryan Fletcher
- 2012 : Once Upon a Time : Daniel
- 2014 : Gang Related : Jason Manning
- 2015 - 2016 : 12 Monkeys : Aaron Marker
- 2016 : Elementary : Craig Crismond
- 2016 : Vinyl : David Bowie
- 2018 : Shut Eye : Foster Hilburn
- 2019 : The Enemy Within : Christopher Shepherd
- 2020 : 9-1-1 : Jeffrey Hudson (Saison 3, épisode 16 ; Saison 5, épisode 1)
- 2021 : Les Baby-sitters (The Baby-Sitters Club) : Chaz Masters
- 2021 : Invasion : David Barton
- 2025 : Ballard : Jake Pearlman

### Téléfilms
- 2008 : The Verdict de Mark Piznarski : Nick
- 2016 : Civil d'Allen Coulter : Ted Wagman

## Voix françaises
En France, Damien Ferrette, est la voix française la plus régulière de Noah Bean.
En France
| - Damien Ferrette, dans (les séries télévisées) : - Damages - Médium - Lipstick Jungle : Les Reines de Manhattan - Private Practice - Dark Blue : Unité infiltrée - Once Upon a Time - Elementary - The Enemy Within | - Denis Laustriat dans (les séries télévisées) : - Nikita - 12 Monkeys et aussi - Nicolas Dangoise dans 9-1-1, (série télévisée) - Xavier Couleau dans Les Baby-sitters (série télévisée) |